# Tintura de ópio (Elixir paregórico)
Tintura de ópio ou elixir paregórico é um medicamento da classe dos narcóticos, de administração oral, utilizado como antidiarréico e analgésico. Muito popular no Brasil, é tradicionalmente usado nos casos de diarreia. Por ser um opiáceo, potencialmente causador de  adição, tem seu uso controlado.
A palavra "paregórico" é derivada do grego  παρηγορικός, translit. paregorikós,  'próprio para consolar, acalmar' (de Παρηγορία, paregoría, 'conforto'),  através do latim paregorìcus,a,um. De fato, o elixir pode ser utilizado para aliviar a dor abdominal.

## Fórmula
O elixir paregórico é uma preparação farmacêutica descrita nas farmacopeias. Trata-se da tintura canforada de ópio. Originalmente, compõe-se de Papaver somniferum L. (equivalente a 0,05% de morfina) e excipientes (ácido benzóico, essência de anis, álcool etílico e  água de osmose reversa.
Apresenta-se como um líquido castanho transparente, com odor característico de anis e cânfora. Seu sabor é picante, alcoólico e no final tem sabor de anis.  Estudos confirmam seus efeitos analgésicos e antiespasmódicos.

## Reações Adversas
Segundo estudos pré-clínicos e clínicos realizados com o Elixir Paregórico,  os efeitos adversos encontrados foram de baixa intensidade e somente observados em doses acima do recomendado na posologia. Uma investigação pioneira foi realizada pelo Departamento de Fisiologia e Farmacologia da Universidade Federal do Ceará a fim de verificar se a administração do Elixir Paregórico provoca efeitos tóxicos significativos. O estudo foi realizado sobre uma amostra de 28 voluntários saudáveis. Alguns eventos adversos leves foram relatados mas regrediram espontaneamente. O estudo concluiu que o elixir paregórico, se administrado até quatro vezes ao dia durante 10 dias, é seguro e não causa nenhum efeito tóxico perceptível, em indivíduos saudáveis.

## Efeitos Colaterais
Xerostomia (boca seca),  náuseas, vómitos, redução da motilidade gastrointestinal, obstipação, tontura, sonolência, fadiga, hipotensão, sedação, depressão respiratória, taquicardia, bradicardia, cefaleia, nervosismo, confusão e  alterações visuais.  Reduz o volume e a frequência da micção.

## Interações medicamentosas
Interage com substâncias antidepressivas tais como os inibidores da monoaminoxidase  e antidepressivos tricíclicos, as anfetaminas.

## Contraindicações
Consumo concomitante de álcool, gravidez, lactação. Pode causar dependência com  o uso prolongado e em altas doses.